# Эрленд Харальдссон
Эрленд Харальдссон (ок. 1124 — 21 декабря 1154) — ярл Оркнейских островов (1151—1154), сын ярла Харальда Хаконссона. Управлял ярлством вместе с Рёнгвальдом Кали Кольссоном и Харальдом Маддадссоном.

## Биография
Сын Харальда Хаконссона (ум. 1131), ярла Оркнейских островов в 1122—1131 годах. Его отец Харальд, правивший вместе с братом Палем, был отравлен в 1131 году. В это время Эрленд был еще ребенком. После смерти Паля Хаконссона (дяди Эрленда) в 1137 году ярлством стали совместно управлять Рёнгвальд Кали Кольссон (ум. 1158) и Харальд Маддадссон «Старый» (1134—1206). В 1151 году оркнейский ярл Рёнгвальд Кали Кольссон отправился в путешествие в Константинополь, которое продолжалось около двух лет.
«Сага об оркнейцах» сообщает об Эрленде: «Он был выдающимся человеком, талантливым во всем, щедрым, обходительным, всегда готовым дать совет. Его любили люди, и у него было много сторонников».
Воспитателем и советником Эрленда был опытный викинг Анаколь с Южных островов.
Воспользовавшись отсутствием ярла Рёнгвальда Кали Кольссона, Эрленд Харальдссон заявил о своих претензиях на Оркнейские острова. Вначале он прибыл в Шотландию. Малолетний шотландский король Малькольм IV пожаловал Эрленду титул ярла и часть Кейтнесса, а другую часть Кейтнесса получил его родственник Харальд Маддадссон. Эрленд Харальдссон собрал войско в Кейтнессе и отплыл на Оркнейские острова. Харальд Маддадссон, узнав о приготовлениях Эрленда Харальдссона, стал собирать свои силы для борьбы. Эрленд потребовал передать ему половину ярлства, но Харальд отказался. Тем не менее, противники заключили перемирие на год. Эрленд Харальдссон отправился в Норвегию, чтобы попросить короля Эйстейна передать ему во владение половину островов, которые принадлежат Рёнгвальду.
На сторону Эрленда перешел крупный викингский лидер Свейн Аслейфарсон (ок. 1115—1171), поссорившийся с оркнейским ярлом Харальдом Маддадссоном. Гунни Олавссон, брат Свейна, имел связь с Маргарет, матерью ярла Харальда. Эрленд вернулся из Норвегии, объявив, что король Эйстейн II Харальдссон объявил своей вотчиной часть Оркнейских островов, которые принадлежали ярлу Харальду Маддадссону. Ярл Эрленд и Свейн, соединив свои силы, выступили на Харальда Маддадссона, который был осажден в одной крепости. Харальд Маддадссон вынужден был отказаться от своей части островов в пользу Эрленда Харальдссона. Ярл Харальд уехал в Кейтнесс, а затем отправился еще южнее к своим родственникам.
Ярл Эрленд Харальдссон собрал бондов на тинг в Киркьеваге (Керкуолл), где жители признали его власть над всеми Оркнейскими и Шетландскими островами. В случае возвращения из паломничества оркнейского ярла Рёнгвальда Кали Кольссона Эрленд Харальдссон согласился уступить ему половину ярлства.
Весной ярл Харальд Маддадссон отправился из Кейтнесса на Хьяльтланд, чтобы убить Эрленда Юного, который хотел жениться на Маргарет, матери Харальда, но получил от ярла отказ. Тогда Эрленд Юный собрал войско, похитил Маргарет с Оркни и доставил её на Хьяльтланд, где поселился в Мосейборге. Харальд Маддадссон осадил крепость, где находился Эрленд Юный. Но в итоге Эрленд Юный и Харальд Маддадссон примирились. Эрленд женился на Маргарет и объединил свои силы с Харальдом для борьбы против ярла Эрленда Харальдссона. В сопровождении Эрленда Харальд Маддадссон отправился в Норвегию. В это время ярл Эрленд и Свейн Аслейфарсон разорили восточное побережье Шотландии до Бервика.
В 1154 году ярл Рёнгвальд Кали Кольссон вернулся на острова из своего паломничества в Константинополь. Ярлы Эрленд и Рёнгвальд встретились в Киркьеваге (Керкуолл) и заключили мирный договор. Они обязались управлять каждый своей часть островов и совместно действовать против ярла Харальда Маддадссона. Весной ярл Эрленд и Свейн отправились на Хьяльтланд, где пробыли всё лето, ожидая нападения Харальда из Норвегии.
Летом ярл Харальд Маддадссон покинул Норвегию с 7 кораблями. Он высадился на Оркнейских островах, где узнал, что Рёнгвальд и Эрленд заключили соглашения и разделили между собой острова. Тогда ярл Харальд Маддадссон отправился в Кейтнесс, чтобы встретиться с ярлом Рёнгвальдом. В Торсе ярлы встретились и договорились о мире. Харальд Маддадссон и Рёнгвальд Кали Кольссон решили немедленно выступить на Оркнейские острова и сразиться с ярлом Эрлендом и Свейном. В бою Эрленд одержал победу над Харальдом Маддадссоном, который потерял 14 кораблей. Ярлы Харальд и Рёнгвальд бежали в Кейтнесс.
В ночь на 21 декабря 1154 года на острове Дамсей ярл Эрленд Харальдссон, несмотря на предупреждения своего союзника Свейна Аслейфарсона, был убит во время внезапного нападения ярлов Харальда Маддадссона и Рёнгвальда Кали Кольссона.